# بركان تحت جليدي

رسم يوضح ثوران البركان تحت الجليدي

إن البركان تحت الجليدي، والمعروف أيضًا باسم البركان الجليدي، عبارة عن شكل من أشكال البراكين ينتج عن ثوران تحت جليدي أو الثوران الذي يحدث تحت سطح نهر جليدي أو غطاء جليدي ليذوب مكونًا بحيرة بسبب الحمم الصاعدة. وتنتشر الآن هذه البراكين في آيسلندا وأنتاركتيكا وتوجد التكوينات القديمة من هذا النوع من البراكين أيضًا في كولومبيا البريطانية ويوكون (إقليم) وكندا.
أثناء حدوث الثوران، تُذيب حرارة الحمم الناتجة من البركان السُفلي طبقة الثلج المُغطى. وتُبرّد المياه الحمم سريعًا، منتجة أشكال الحمم الوسائدية المشابهة لتلك الخاصة بالبراكين تحت الماء. وعندما تنفصل الحمم الوسائدية وتتدحرج أسفل منحدرات البركان والصخور المتلاحمة الوسائدية والصخور المتلاحمة للطفلة البركانية يتشكل الكلاستيت الزجاجي، وقد تصعد المياه المذابة من أسفل الغطاء الجليدي كما حدث في آيسلندا عام 1996 عند ثوران بركان بحيرة جريمسفونت الذي أذاب حوالي 3 كم مكعب من الثلج مما أدى إلى حدوث الفيضان العظيم في البحيرة الجليدية.
وتتميز البراكين تحت الجليدية بأشكال فريدة وغير عادية؛ فهي ذات قمة مسطحة وجوانب منحدرة يدعمها ضغط الجليد المحيط والمياه الذائبة من الانهيار. وإذا بدء البركان في الذوبان في آخر الأمر بالكامل خلال طبقة الجليد، فإن الحمم الأفقية الطافية تترسب وتتخذ قمة البركان شكل مستو تقريبًا. وعلى الرغم من ذلك، إذا ثارت كميات كبيرة من الحمم بعد ذلك بنحو شبه هوائي قد يُفترض أن يكون شكل البركان بعد ذلك تقليديًا. وفي كندا عُرفت البراكين بتكوينها القريب من الاستواء والمخروطي. فكلما كانت البراكين السُفلية ذات قمة مسطحة وجوانب منحدرة، تُسمى براكين تويا حيث سُميت تيمنًا بجبل تويا بوت الواقع في شمال كولومبيا البريطانية الذي اكتشفه عالم الجيولوجيا بيل ماثيوز عام 1947. وفي آيسلندا، تُعرف هذه البراكين أيضًا بالبراكين الجبال على شكل طاولة.

## فيضان جوكولهلاوبس (jökulhlaups)
عادةً ما يتسبب الثوران تحت الجليدي في حدوث فيضانات جوكولهلاوبس أو فيضانات مياه ضخمة. في نوفمبر 1996 ثار بركان جريمسفونت تحت غطاء فانتاجوكول الجليدي وسبب فيضان جوكولهلاوبس وسبب دمارًا لمساحة أكبر من 750 كم مربع (290 ميل مربع) ودمّر أو ألحق ضررًا كبيرًا بجسور عديدة. وخلال العصور الجليدية، قُدرت مياه هذه الفيضانات الناتجة من بحيرة ميسولا أنها صبّت ما يزيد عن 17 × 106 م3/ث (4.5 × 109 جالون/ث) وغطت ثلث ولاية واشنطن من الجهة الشرقية، وقد عقبت سونيا اسبرانكا مدير برنامج في مؤسسة العلوم الوطنية على خطر البراكين تحت الجليدية قائلة: «عند ثوران بركان مغطى بالثلج ويمكن أن يؤدي التفاعل بين الصهير المذاب والثلج والمياه الذائبة إلى نتائج فاجعة.»

## ثوران القطب الجنوبي (أنتاركتيكا)
في يناير عام 2008 ورد عن العلماء في استطلاع أنتاركتيكا البريطانية (BaS) الذي قاده كل من هوج كوور ودافيد فوغان (في صحيفة جريدة العلوم الجيولوجية الطبيعية) أن منذ 2200 سنة مضت، قد ثار بركان تحت الغطاء الجليدي لقارة أنتاركتيكا (بناءً على استطلاع منقول جوًا باستخدام صور الردار). وكان أكبر ثوران في خلال 10.000 عامًا الأخيرة وتم اكتشاف ترسّب الرماد البركاني على سطح الجليد تحت جبال هادسون بالقرب من نهر جزيرة باين الجليدي.

## البراكين تحت الجليدية على كوكب المريخ
اعتقد العديد من العلماء أن الماء السائل يوجد على بُعد عدة كيلو مترات من سطح كوكب المريخ إلا أنه بشأن هذه النقطة وفي الوقت الذي أصبح فيه غير ممكن التنقيب لتلك الأعماق مع المتجولين الموجودين. وقد درس كل من ميريديث باين وجاك فارمر من جامعة ولاية أيرزونا صورًا مأخوذة من كاميرات المركبة المدارية وفايكنيج التي تتبع المريخ لاكتشاف مواقع عديدة حيث يمكن أن يوجد براكين سُفلية من المحتمل أن تحمل جراثيم إلى السطح.

## لب الجليد
من الممكن تتبع ثوران البراكين تحت الجليدية الكارثية في وقت تحليل لب الجليد مثل لب فوستوك. ويتم تحديد ثوران البراكين تحت الجليدية عن طريق طبقات ذات التركيز العالي من غازأكسيد النتروجين−
3 وأكسيد الكبريت2−
4.